# Leptoscyphus difficilis
Leptoscyphus difficilis là một loài rêu tản trong họ Geocalycaceae. Loài này được (Stephani) Fulford miêu tả khoa học lần đầu tiên năm 1976.